# Список українських майстрів екслібриса

Список українських майстрів екслібриса (20 століття).

## Б
- Безбатько Анатолій Костянтинович (1938—1998)
- Бондаренко Микола Михайлович (1949—2023)
- Бутович Микола Григорович (1895—1961)

## В
- Василик Роман Якимович (1947 р. н.)

## Г
- Герчак Григорій Андрійович  (нар. 1931)
- Гніздовський Яків Якович (1915—1985)
- Грепиняк Микола Іванович (1933—2020)

## Ґ
- Ґец Лев Львович (1896—1971)

## Д
- Денисенко Олег Іванович (1961)

## З
- Зілінко Ігор Іванович (1953 р. н.)
- Зілінко Орися Романівна (1955 р. н.)
- Ян Зярнко (1575—1630)

## К
- Кармазин Надія Ярославівна (нар. 1960)
- Козловський Костянтин Степанович (1906—1975)
- Конончук Сергій Пилипович (1912—1941)
- Криворучко Орест Іванович (1942—2021 )
- Кричевський Василь Григорович (1873—1952)
- Кузьменко Олексій Дмитрович (1949—2023)
- Кульчицька Олена Львівна (1877—1867)

```
 Калинович Константин 
```

Конончук Сергій Пилипович.Екслібрис Ю. Палійчука. 1940. Туш, перо
Конончук Сергій Пилипович.Екслібрис Н. Радзієвської. 1930. Туш, перо

## Л
- Левицький Мирон (1913—1993)
- Ломака Володимир Васильович (1946—2005)

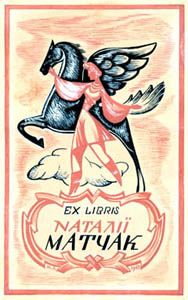
Мирон Левицький, «Екслібрис Наталі Матчак», 1943 .

## М
- Малаков Георгій Васильович (1928—1979)
- Масик Володимир Ілліч (1917—1996)
- Масик Олександр Володимирович (1947—2021)
- А.С.Мистецький (1910—1985 з Києва)
- Музика Ярослава Львівна (1894—1973)

## Н
- Георгій Нарбут (1886—1920)

## О
- Обаль Петро Павлович (1900—1987)
- Омелян Ярослав Максимович (1929 р. н.)
- Осінчук Михайло Іванович (1890—1969)

## П
- Павук Василь Геннадійович (1967 р. н.)
- Падалка Іван Іванович (1894—1937)
- Пантелюк Іван Григорович (1913—1992)
- Пастух Богдан Васильович (1924—2008)
- Перевальський Василь Євдокимович (1938 р. н.)
- Пугачевський Аркадій Мойсейович (1937 р.н.)

## Р
- Романов Борис Миколайович (1949 р.н.)

## С
- Солдатенко Олег Іванович (1937—2017)
- Сосенко Модест Данилович (1875—1920)
- Стратілат Микола Іванович (1942—2023)

## У
- Удін Євген Тимофійович (1937 р. н.)
- Усачов Олексій Іванович (1891—1957)

## Х
- Хасевич Ніл Антонович (1905—1952)

## Ш
- Шабатура Стефанія Михайлівна (1938—2014)

## Ю
- Юрченко Віра Степанівна (1922—1991)